# مجلس الوزراء الكويتي 1986
مجلس الوزراء الكويتي 1986 أو الحكومة الكويتية الثالثة عشر أو حكومة سعد العبد الله الرابعة هي الوزارة رقم 13 في تاريخ دولة الكويت منذ الاستقلال عام 1961، تشكّلت في تاريخ 12 يوليو 1986، برئاسة ولي العهد الكويتي - آنذاك - الشيخ سعد العبد الله السالم الصباح، واستمرت حتى 12 يونيو 1990.

## التشكيلة الوزارية
- رئيس الوزراء: سعد العبد الله السالم الصباح
- نائب رئيس مجلس الوزراء ووزير الخارجية: صباح الأحمد الجابر الصباح
- وزير التربية: أنور النوري
- وزير الشؤون الاجتماعية والعمل: جابر المبارك الصباح
- وزير المالية: جاسم محمد الخرافي
- وزير الأوقاف والشؤون الإسلامية: خالد أحمد الجسار
- وزير المواصلات: خالد سالم الجميعان
- وزير الدولة لشؤون مجلس الوزراء: راشد عبد العزيز الراشد
- وزير الدفاع: سالم صباح السالم الصباح
- وزير الدولة للشؤون الخارجية: سعود محمد العصيمي
- وزير العدل والشؤون القانونية: ضاري عبد الله العثمان
- وزير الأشغال العامة: عبد الرحمن إبراهيم الحوطي
- وزير الدولة لشؤون البلدية: عبد الرحمن خالد الغنيم
- وزير الصحة: عبد الرحمن العوضي
- وزير النفط والصناعة: علي الخليفة العذبي الصباح
- وزير الدولة لشؤون الخدمات: عيسى محمد إبراهيم المزيدي
- وزير التجارة والصناعة: فيصل عبد الرزاق الخالد
- وزير التخطيط: محمد سليمان سيد علي الرفاعي
- وزير الكهرباء والماء: محمد عبد المحسن الرفاعي
- وزير الدولة لشؤون الإسكان: ناصر الروضان
- وزير الإعلام: ناصر المحمد الأحمد الصباح
- وزير الداخلية: نواف الأحمد الجابر الصباح